# La Salamandre (revista)
 La Salamandre  fue establecida en 1983 por un niño de 11 años, Julien Perrot. La Salamandre es una empresa sin fines de lucro y sus revistas no contienen publicidad. La revista tenía unos 6.000 suscriptores en 1997 y 30.000 en 2013, principalmente en Suiza y Francia. También se publica una revista de la naturaleza para niños (6-10 años), en francés (La Petite Salamandre) y una versión en alemán (Der Kleine Salamander) para Suiza y Alemania.

## Enlaces
- Sitio web oficial